# Дихромати

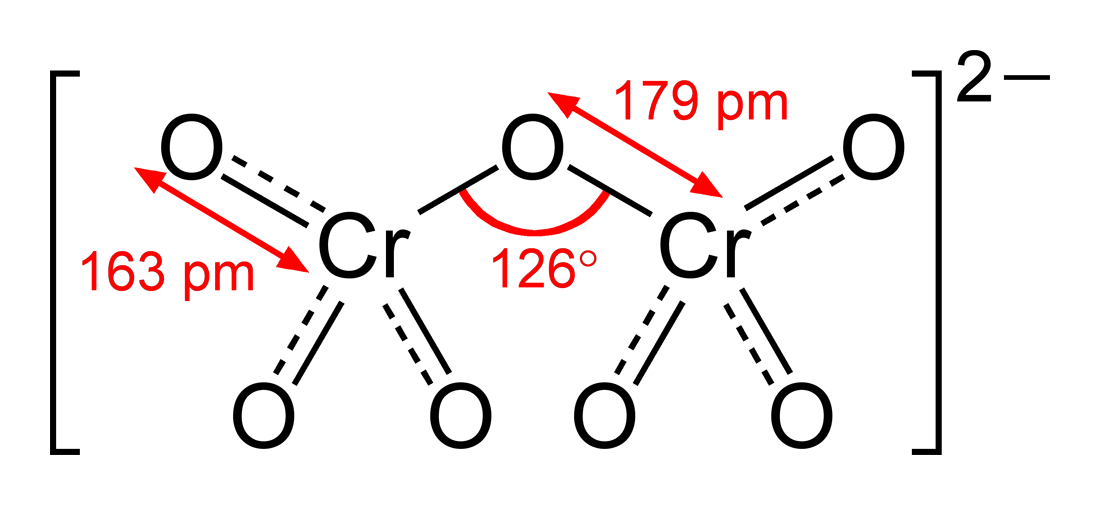
Структура дихромат-аніона

Дихрома́ти, біхрома́ти — солі дихроматної кислоти H2Cr2O7. Більшість дихроматів має помаранчево-червоний колір. Сполуки цього ряду є сильними окисниками.

## Поширення у природі

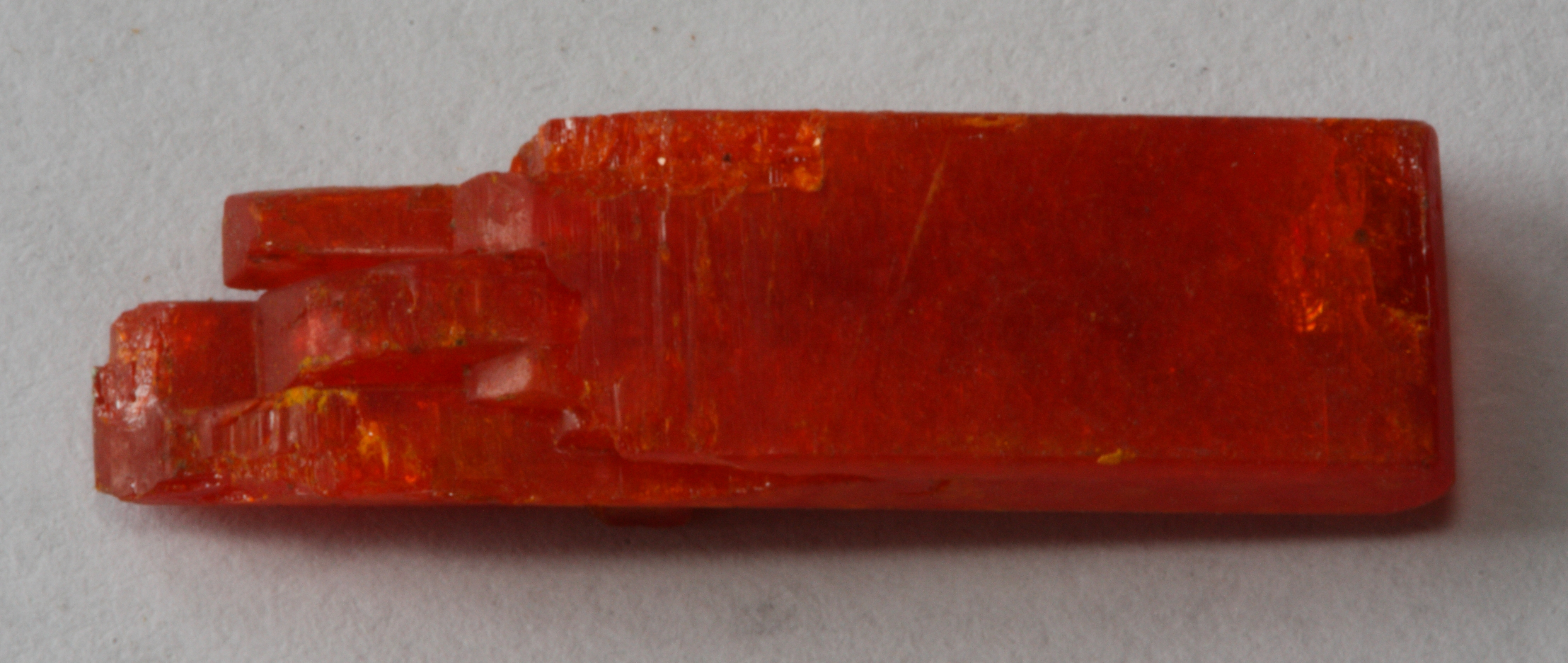
Лопецит

У природі дихромати не є розповсюдженими через свою велику хімічну активність. Рідкісним прикладом мінералу дихроматів є лопецит K2Cr2O7.

## Фізичні властивості

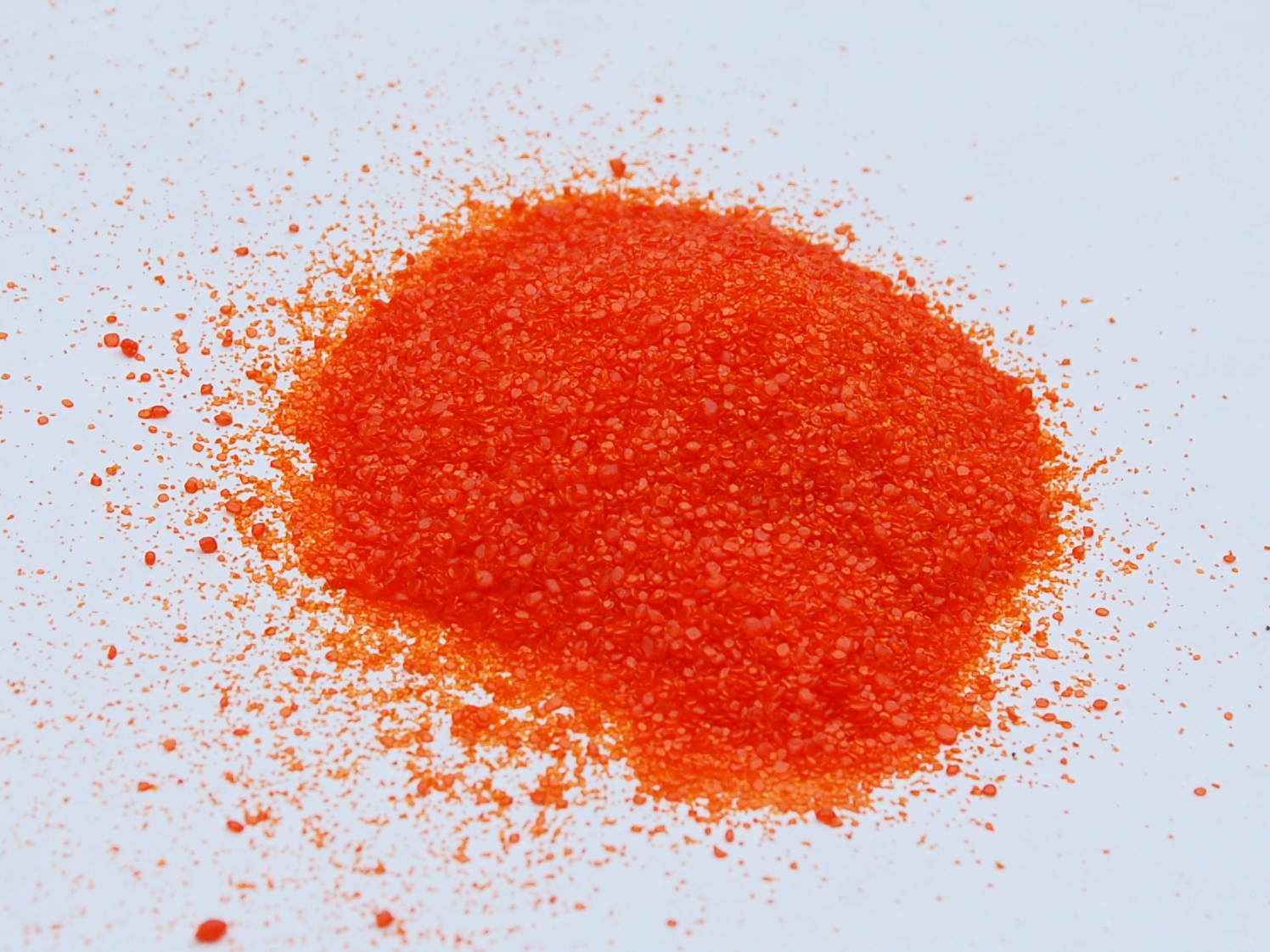
Дихромат амонію

Усі сполуки ряду дихроматів є кристалами, забарвленими у помаранчевий колір. Більшість дихроматів легкорозчинна у воді, за виключенням сполук деяких важких металів, наприклад, дихромату срібла(I).
Дихромати —— сильнотоксичні речовини, які можуть залишать опіки при контакті зі шкірою.

## Отримання
Дихромати отримують підкисленням розчинів хроматів. Приподальшому підкисленні можливе утворення три-, тетра- та поліхроматів із загальною формулою CrnO3n+12-.
{\displaystyle \mathrm {2K_{2}CrO_{4}+H_{2}SO_{4}\longrightarrow K_{2}Cr_{2}O_{7}+K_{2}SO_{4}+H_{2}O} }
Застосовується метод, що полягає в обробці оксиду хрому(VI) сполуками з яскраво вираженими осно́внимим властивостями (концентрованими лугами, осно́вними оксидами та деякими карбонатами):
{\displaystyle \mathrm {2CrO_{3}+Na_{2}O\longrightarrow Na_{2}Cr_{2}O_{7}} }
{\displaystyle \mathrm {2CrO_{3}+2KOH\longrightarrow K_{2}Cr_{2}O_{7}+H_{2}O} }
{\displaystyle \mathrm {2CrO_{3}+Li_{2}CO_{3}\longrightarrow Li_{2}Cr_{2}O_{7}+CO_{2}} }
Також дихромати синтезують дією на CrO3 хроматів:
{\displaystyle \mathrm {Na_{2}CrO_{4}+CrO_{3}\longrightarrow Na_{2}Cr_{2}O_{7}} }

## Хімічні властивості
Дихромати стійкі в кислому середовищі та нестійкі у лужному — під дією гідроксид-іонів вони деградують до хроматів:
{\displaystyle \mathrm {Cr_{2}O_{7}^{2-}+2OH^{-}\longrightarrow 2CrO_{4}^{2-}+H_{2}O} }
Порівняно із хроматам дихромати проявляють сильніші окисні властивості.
При нагріванні розкладаються із утворенням оксиду хрому(III):
{\displaystyle \mathrm {(NH_{4})_{2}Cr_{2}O_{7}{\xrightarrow {168-185^{o}C}}\ Cr_{2}O_{3}+N_{2}+4H_{2}O} }
{\displaystyle \mathrm {4K_{2}Cr_{2}O_{7}{\xrightarrow {500-600^{o}C}}\ 2Cr_{2}O_{3}+4K_{2}CrO_{4}+3O_{2}} }

## Застосування
Найважливішими представниками ряду сполук є дихромат калію (K2Cr2O7) і дихромат натрію (Na2Cr2O7) (хромпіки), що застосовуються в об'ємному аналізі, шкіряній, текстильній та інших галузях промисловості.